# O češtině
O češtině je televizní pořad České televize vysílaný v letech 2006 až 2012 o zajímavostech češtiny, jejích gramatických pravidlech a profesním slangu a názvosloví.
Pořad byl vysílán s týdenní periodicitou. Součástí pořadu je scénka, v níž vystupují herci Ivana Andrlová a Zbyšek Pantůček, pozvaný odborník odpovídající na dotazy ohledně profesní češtiny, host z řad známých osobností spjatý s probíraným tématem, anketa "čeština pod lupou" a Odpovědna, na divácké dotazy. Moderátorem pořadu je televizní a rozhlasový moderátor a publicista Aleš Cibulka.
V rubrice Odpovědna odpovídali lingvisté na dotazy z oblasti morfologie (skloňování jména Hollande), slovotvorby (snídárna), vlastních jmen (Na Pervidle), významu slov (zhůvěřilý), etymologie (buran), jazykové kultury (eklovat se) ad.
Pořad vznikal ve spolupráci s Ústavem pro jazyk český Akademie věd. Česká televize jej zrušila v červnu 2012 a poslední díl byl odvysílán v srpnu 2012.

## Hosté, výběr
- Zlata Adamovská
- Xavier Baumaxa
- Miroslav Bobek
- Pavla Břínková
- Jan Burian
- Vojtěch Dyk
- Jiřina Fikejzová
- Veronika Freimanová
- Ivo Jahelka
- Jan Kalina
- Andra Kalivodová
- Jan Kantůrek
- Tomáš Klus
- Jiří Krampol
- Lucie Lomová
- Zdeňka Lorencová
- Kateřina Macháčková
- Carmen Mayerová
- Luděk Munzar
- Irena Obermannová
- Simona Postlerová
- Šárka Rezková
- Jaroslav Rudiš
- Lucie Seifertová
- Petra Soukupová
- Alice Stodůlková
- Petr Ulrych
- Jakub Vágner
- Pavel Trávníček
- Michal Viewegh
- Jan Vodňanský
- Jakub Železný
- Aleš Cibulka
- Pavel Kožíšek

## Přijetí
Pořad byl v roce 2006 nominován společně s pořady Uvolněte se, prosím a Manéž Bolka Polívky na televizní cenu ELSA v kategorii zábavný televizní pořad. V roce 2008 byl ve stejné soutěži nominován Aleš Cibulka v kategorii moderátor. Ani jednu z těchto nominací pořad neproměnil v cenu.
Na základě pořadu vyšly v edici ČT tři stejnojmenné knihy.